# Лядцы (Смоленская область)
Лядцы — деревня в Угранском районе Смоленской области России. Входит в состав Михалёвского сельского поселения.
Население — 3 жителя (2007 год).
Расположена в юго-восточной части области в 15 км к северу от Угры, в 8 км западнее автодороги Р132 Вязьма — Калуга — Тула — Рязань, на берегу реки Слободка. В 3 км юго-западнее от деревни находится железнодорожная станция Годуновка на линии Торжок — Брянск.

## История
В годы Великой Отечественной войны деревня была оккупирована гитлеровскими войсками в октябре 1941 года, освобождена в марте 1943 года.